# Rua João Alfredo (Porto Alegre)

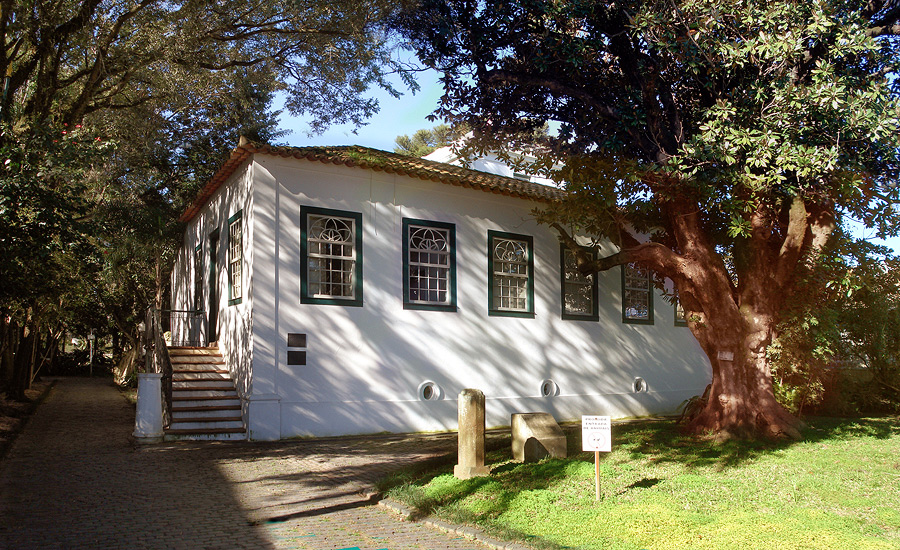
Solar Lopo Gonçalves, sede do Museu Joaquim José Felizardo, localizado na Rua João Alfredo

A Rua João Alfredo é uma rua da cidade brasileira de Porto Alegre, no estado do Rio Grande do Sul. Localizada no bairro Cidade Baixa, encontra-se próxima às avenidas Borges de Medeiros, Praia de Belas e Loureiro da Silva.
O nome da rua é uma homenagem ao político e abolicionista João Alfredo Correia de Oliveira.[carece de fontes?]
Na Rua João Alfredo localizam-se o Solar Lopo Gonçalves, sede do Museu Joaquim José Felizardo, muitos bares e restaurantes e um conjunto antigo de casarios.
Em 2010 foi implementada pela prefeitura o Projeto Tudo de Cor para Você, inspirado nas cores do pôr do sol no Guaíba, e que transformou a paisagem da rua. Foram pintadas 75 edificações a partir da Rua da República, passando pelo museu até a Rua Joaquim Nabuco. No total, cinco mil metros quadrados de fachadas foram revitalizados.